# Gheorghe Mihali
Gheorge Mihali (Baia-Borșa, 9 dicembre 1965) è un allenatore di calcio ed ex calciatore rumeno.
Conta 31 presenze con la maglia della Romania tra il 1991 e il 1996.

## Palmarès

### Club

#### Competizioni nazionali
- Campionati rumeni: 2

Dinamo Bucarest: 1991-92, 1999-00
- Coppe di Romania: 2

Dinamo Bucarest: 1999-00, 2000-01

#### Competizioni internazionali
- Coppa dei Balcani per club: 1

Inter Sibiu: 1990-91
- Coppa Intertoto UEFA: 1

Guingamp: 1996